# Kelly Loeffler
Kelly Loeffler, née le 27 novembre 1970 à Bloomington (Illinois), est une femme d'affaires et femme politique américaine. 
Membre du Parti républicain, elle est nommée sénatrice représentant la Géorgie de 2020 à 2021, succédant au démissionnaire Johnny Isakson. Candidate à un nouveau mandat en 2020, elle est battue par le démocrate Raphael Warnock. En 2025, elle devient administratrice de la Small Business Administration dans la seconde administration de Donald Trump.

## Biographie

### Origine et carrière professionnelle
Kelly Loeffler est originaire de Bloomington dans l'Illinois. Elle grandit dans la ville voisine de Stanford, où elle travaille dans la ferme familiale spécialisée dans la production de soja.
Elle est diplômée en administration des affaires d'un baccalauréat universitaire de l'université de l'Illinois à Urbana-Champaign en 1992 et d'un master de l'université DePaul en 1999,. Entre ces diplômes, elle travaille pendant quatre ans chez Toyota dans le marketing. Après ses études, elle travaille pour les fonds d'investissement de Citibank, William Blair et The Crossroads Group.
En 2002 elle rejoint la place boursière d'Atlanta IntercontinentalExchange,, une société fondée par son futur mari Jeff Sprecher. Pendant 15 ans, elle est directrice marketing et chargée des relations avec les investisseurs. En 2018, elle devient directrice générale de Bakkt, la branche de IntercontinentalExchange spécialisée dans l'échange de bitcoins.
Parallèlement à ses activités professionnelles, Loeffler est impliquée dans plusieurs associations. En 2011, elle acquiert la franchise de basketball féminin du Dream d'Atlanta.

### Carrière politique
Lors de l'élection présidentielle américaine de 2012, Loeffler soutient Mitt Romney, donnant environ 750 000 dollars à sa campagne. Deux ans plus tard, elle envisage de se présenter aux élections sénatoriales en Géorgie mais ne concrétise pas sa candidature,.

#### Sénatrice des États-Unis

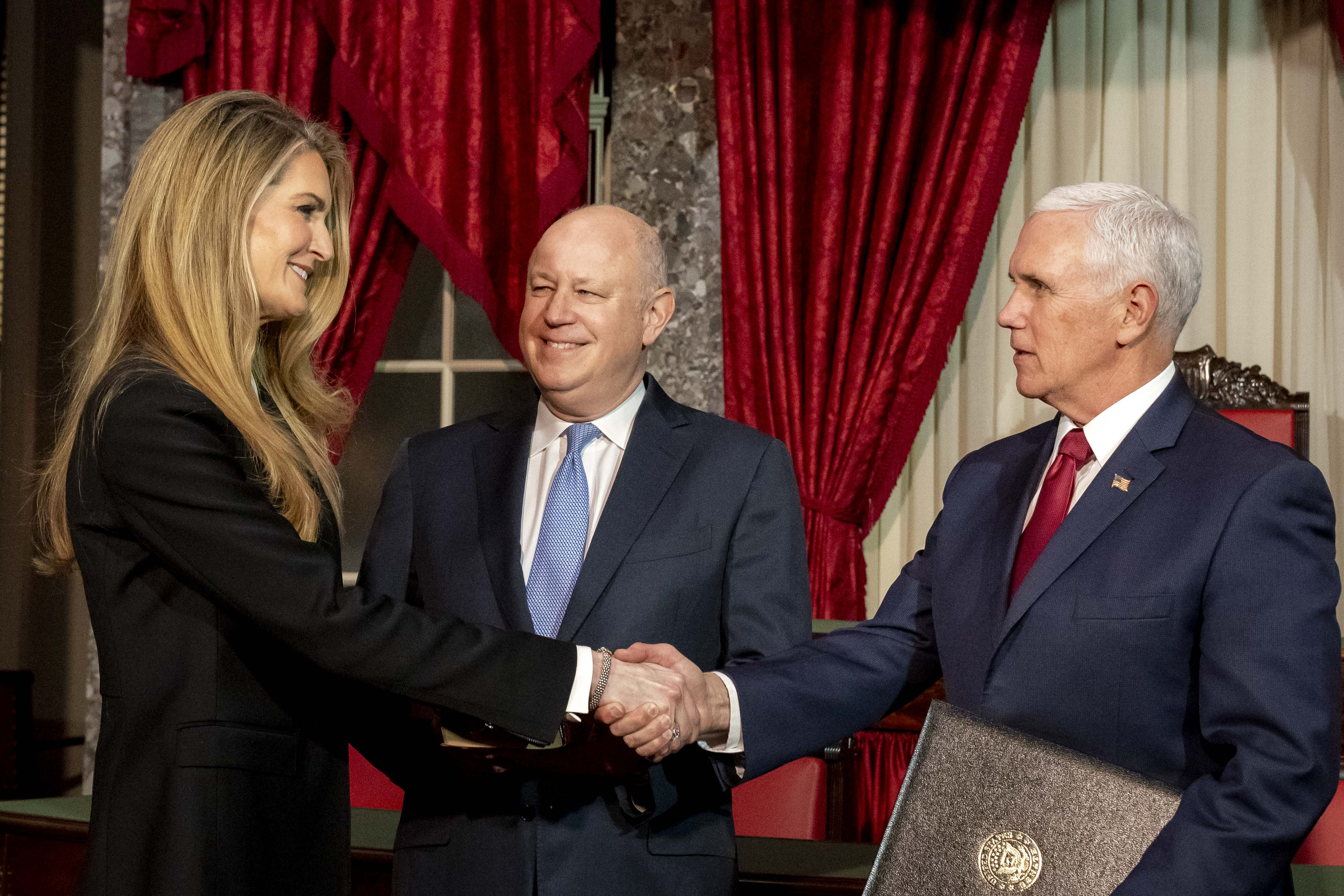
Kelly Loeffler lors de sa prestation de serment en 2020, devant son époux et le vice-président Mike Pence.

Après la démission du sénateur Johnny Isakson pour des raisons de santé, son nom est évoqué pour entrer au Sénat des États-Unis. Sa possible nomination est critiquée par le président Donald Trump et ses proches, qui lui préfèrent le représentant Doug Collins, fidèle défenseur du président durant la procédure de destitution à la Chambre des représentants. Le 4 décembre 2019, le gouverneur Brian Kemp la nomme officiellement pour succéder à Isakson. Il espère notamment que ce choix permettra d'apporter les voix des femmes de banlieues, souvent critiques vis-à-vis du président et de plus en plus favorables aux démocrates. Sa fortune, estimée à plusieurs centaines de millions de dollars, est également un argument invoqué en faveur de sa nomination : elle s'engage à dépenser plus de 20 millions de dollars de sa fortune personnelle pour les élections de novembre 2020 où le siège est remis en jeu.
Loeffler prête serment le 6 janvier 2020. Elle devient alors la première femme sénatrice de Géorgie depuis Rebecca Latimer Felton, en 1922.
Début 2020, alors que la Covid-19 commence à se propager dans le monde, elle vend ses actions pour plusieurs millions de dollars, quelques semaines avant que la bourse ne s'effondre. Elle accusait alors pourtant les démocrates d'être trop alarmistes concernant le coronavirus et avait affirmé que « l'économie est forte ».

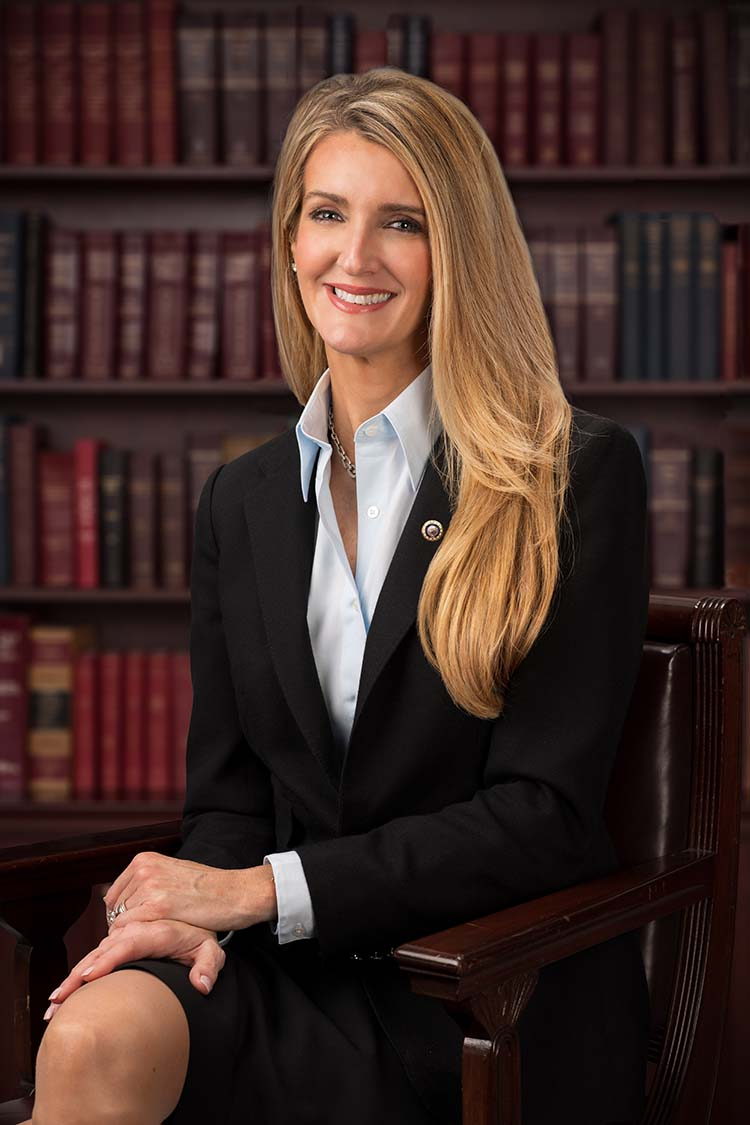
Kelly Loeffler en 2020.

Kelly Loeffler est candidate pour tenter de conserver son siège lors de l'élection sénatoriale partielle du 3 novembre 2020. Elle affronte 19 autres candidats, dont le représentant républicain Doug Collins — fervent partisan de Trump — et le révérend démocrate Raphael Warnock, soutenu par l'essentiel de son parti dont l'ancien président Barack Obama. La sénatrice mène une campagne conservatrice, affichant son soutien aux politiques de Donald Trump,. Elle lève plus de 28 millions de dollars (dont 20 sont issus de sa fortune personnelle) contre 22 millions pour Warnock et 6 pour Collins. Le 3 novembre, Kelly Loeffler obtient 25,9 % des voix et se qualifie pour le second tour. Si elle est distancée par Raphael Warnock (32,9 %), elle devance Doug Collins (20 %) qui lui apporte aussitôt son soutien. Comme son collègue David Perdue, lui aussi contraint à un second tour, elle refuse de reconnaître la victoire de Joe Biden à l'élection présidentielle, alors que celui-ci a remporté la Géorgie (une première pour un démocrate depuis 1992). Dans un second tour serré à fort enjeu, qui doit décider du parti qui sera majoritaire au Sénat pour le prochain mandat, les républicains attaquent Warnock qu'ils qualifient de « radical ». Le 5 janvier 2021, Kelly Loeffler est finalement battue par le démocrate, qui rassemble 51 % des suffrages.
À la suite de l'invasion du Capitole par des partisans de Donald Trump, elle déclare finalement renoncer à contester l'élection de Joe Biden.

#### Administratrice de la Small Business Administration
Le 22 novembre 2024, quelques semaines après l'élection présidentielle, la chaîne CNN annonce que Loeffler a été choisie par le président-élu Donald Trump pour devenir secrétaire à l'Agriculture dans sa seconde administration. Cependant, il annonce la nomination de Brooke Rollins le lendemain. Le 4 décembre, Trump annonce avoir choisi Loeffler pour devenir administratrice de la Small Business Administration, administration qui a pour but d'aider les petites entreprises américaines. Sa nomination est confirmée par le Sénat le 19 février 2025 par 52 voix contre 45 (Jacky Rosen est la seule démocrate à soutenir sa candidature).

## Positions politiques
Loeffler se décrit comme une républicaine conservatrice : « pro-vie […] pro-deuxième amendement, pro-Trump, pro-armée, et pro-mur ».

## Famille
Elle est mariée au patron de la bourse de New York, Jeffrey C. Sprecher.